# Daouda Guindo
Daouda Guindo (Bamako, 2002. október 14. –) mali labdarúgó, legutóbb az osztrák Red Bull Salzburg hátvédje volt.

## Pályafutása

### Klubcsapatokban
Guindo a mali fővárosban, a Bamakoban született. Az ifjúsági pályafutását a Guindars akadémiájánál kezdte.
2021. január 4-én 4½ éves szerződést kötött az osztrák első osztályban szereplő Red Bull Salzburg együttesével. 2021-ben a Liefering csapatát erősítette kölcsönben. 2021. július 23-án, a Sturm Graz ellen 3–1-re megnyert bajnokin debütált. A 2022–23-as szezonban a svájci első osztályban érdekelt St. Gallennél szerepelt kölcsönben. Először a 2022. július 17-ei, Servette ellen 1–0-ra elveszett mérkőzés félidejében, Leonidas Stergiou cseréjeként lépett pályára. Első gólját 2022. szeptember 4-én, a Young Boys ellen 2–1-re megnyert találkozón szerezte meg. 2023 januárjában a Salzburg idő előtt visszahívta. 2024. november 6-án megszerezte első gólját az UEFA-bajnokok ligájában a holland a Feyenoord ellen 3–1-re megnyert találkozón. 2025. június 24-én jelentették be, hogy a lejáró szerződését nem hosszabbítja meg a klub.

### A válogatottban
2022 júniusában hívták be először a válogatottba. 2024. március 22-én mutatkozott be a felnőttek között a Mauritánia ellen 2–0-ra megnyert barátságos mérkőzésen.

## Statisztika

### Klub
2025. március 30-i állapot szerint.
| Klub                    | Szezon   | Bajnokság          | Bajnokság | Bajnokság | Kupa  | Kupa  | Nemzetközi | Nemzetközi | Egyéb | Egyéb | Összesen | Összesen |
| Klub                    | Szezon   | Bajnokság          | Mérk.     | Gólok     | Mérk. | Gólok | Mérk.      | Gólok      | Mérk. | Gólok | Mérk.    | Gólok    |
| ----------------------- | -------- | ------------------ | --------- | --------- | ----- | ----- | ---------- | ---------- | ----- | ----- | -------- | -------- |
| Liefering (kölcsönben)  | 2020–21  | 2. Liga            | 16        | 0         | 0     | 0     | —          | —          | —     | —     | 16       | 0        |
| Liefering (kölcsönben)  | 2021–22  | 2. Liga            | 7         | 2         | 0     | 0     | —          | —          | —     | —     | 7        | 2        |
| Liefering (kölcsönben)  | Összesen | Összesen           | 23        | 2         | 0     | 0     | 0          | 0          | 0     | 0     | 23       | 2        |
| Red Bull Salzburg       | 2021–22  | Osztrák Bundesliga | 7         | 0         | 3     | 1     | 1          | 0          | —     | —     | 11       | 1        |
| Red Bull Salzburg       | 2023–24  | Osztrák Bundesliga | 18        | 0         | 3     | 0     | 0          | 0          | —     | —     | 22       | 0        |
| Red Bull Salzburg       | 2024–25  | Osztrák Bundesliga | 10        | 0         | 1     | 0     | 4          | 1          | —     | —     | 15       | 1        |
| Red Bull Salzburg       | Összesen | Összesen           | 35        | 0         | 7     | 1     | 5          | 1          | 0     | 0     | 47       | 2        |
| St. Gallen (kölcsönben) | 2022–23  | Swiss Super League | 15        | 1         | 1     | 0     | —          | —          | —     | —     | 16       | 1        |
| St. Gallen (kölcsönben) | Összesen | Összesen           | 15        | 1         | 1     | 0     | 0          | 0          | 0     | 0     | 16       | 1        |
| Összesen                | Összesen | Összesen           | 73        | 3         | 8     | 1     | 5          | 1          | 0     | 0     | 86       | 5        |

### Válogatott
2024. június 11-i állapotnak megfelelően.
| Nemzet   | Év       | Mérk. | Gólok |
| -------- | -------- | ----- | ----- |
| Mali     | 2022     | 0     | 0     |
| Mali     | 2023     | 0     | 0     |
| Mali     | 2024     | 4     | 0     |
| Mali     | 2025     | 0     | 0     |
| Összesen | Összesen | 4     | 0     |

## Sikerei, díjai
- Red Bull Salzburg
  - Osztrák Bundesliga: 2021–22
  - Osztrák kupa: 2021–22